# Kreolen
Mit Kreolen bezeichnet man verschiedene während der Zeit des Kolonialismus entstandene Bevölkerungsgruppen. Der Begriff entstand während der frühen Kolonisierung Westafrikas durch die portugiesische Krone im 15. Jahrhundert; seine Bedeutung wandelte sich im Laufe der Zeit.
Im spanischen Kolonialreich nannte man die in den Kolonien geborenen Nachfahren von Europäern „Kreolen“ (criollos) – in bewusster Abgrenzung zu den aus dem Mutterland stammenden Spaniern (peninsulares). Menschen mit einer gemischt europäisch-indigenen Abkunft wurden in Abgrenzung dazu als Mestizen (mestizos) bezeichnet. Anderswo hingegen bezeichnet der Begriff generell im Lande geborene nicht-indigene Menschen, auch afrikanischer oder gemischter Abstammung.
In Lateinamerika bezeichnet man heute mit dem Adjektiv „criollo“ auch alle kulturellen Elemente, die weder ausschließlich indigen noch aus Europa oder Afrika importiert sind, sondern in Amerika unter europäischem oder afrikanischem Einfluss entstanden, z. B. die „kreolische Musik“ (Merengue, Salsa, Mambo, Milonga usw.) oder die „kreolische Küche“.

## Herkunft der Bezeichnung
Der Begriff Kreole wurde während der frühen Kolonisierung Westafrikas durch die portugiesische Krone geprägt, insbesondere auf den Kapverdischen Inseln und in Guinea-Bissau, und leitet sich aus dem portugiesischen „Crioulo“ und dem spanischen „Criollo“ ab, die beide auf dem Verb portugiesisch criar bzw. spanisch criar ‚aufziehen, erzeugen, züchten‘ basieren. „Crioulos“ und „Criollos“ waren also „Zöglinge“. Trotz der Wortähnlichkeit bezeichnen das portugiesische Crioulo und das spanische Criollo aber grundsätzlich verschiedene gesellschaftliche Realitäten.

## Portugiesische Crioulo
In der frühen Kolonialgeschichte Portugals unter dem Hause Avis entstanden kreolische Gesellschaften aus Ehen von Eheleuten verschiedener Herkunft aus Europa und Afrika und durch die Entstehung einer neuen, eigenständigen Kultur und Sprache.
Dies war nur in den ersten Jahrzehnten der Kolonialgeschichte möglich, solange keine weltlichen oder religiösen Gesetze das familiäre Zusammenleben verboten. Die europäischstämmigen Väter hatten zumeist keine freie Frau und somit auch keine freien Kinder und daher oft den Wunsch, die versklavten Mitglieder ihrer Familie freizulassen.
In Kap Verde und in Brasilien wurde die testamentarische Freilassung unter dem Einfluss der Jesuiten zum allgemeinen Brauch und es entstand eine freie, gemischte Gesellschaft mit kreolischer Kultur und Identität, durchaus im Widerspruch zu den Regeln von Staat und Kirche. So bezeichnen sich heute die Angehörigen dieser Kulturen in Kap Verde, Guinea-Bissau, Sierra Leone, São Tomé und Príncipe, Angola, Mosambik und anderen ehemals portugiesischen Küstensiedlungen ebenso wie in Brasilien und Guyana als Kreolen.
Zumeist spiegelt sich der Ursprung dieser Menschen in ihrem Aussehen wider. Sie sind gemischter Abstammung. Auch Familien rein europäischen, afrikanischen oder sonstigen Ursprungs können in die Kultur integriert worden sein und eine kreolische Identität angenommen haben. Verbindendes Glied kreolischer Identität ist in erster Linie die gemeinsame Kreolsprache.

## Spanische Criollo
Der Begriff Criollo bezeichnet im spanischsprechenden Lateinamerika:
- die im Lande geborenen Nachfahren von spanischen (oder anderen europäischen) Eltern, im Gegensatz zu Personen nichteuropäischer oder gemischter Abstammung;
- in weiterem Sinne jeden, der in Lateinamerika geboren wurde und die jeweils landestypischen Charaktermerkmale trägt.

In den spanischen Kolonien waren die höheren Stellen in Verwaltung und Kirche (Gouverneure, Bischöfe und andere) zunächst meist im Heimatland geborenen Spaniern vorbehalten. Aus den in Amerika geborenen Spaniern oder „Criollos“ erwuchs daher im Laufe der Zeit eine Art Mittelschicht, deren Einfluss immer mehr zunahm. Verarmte oder illegitime Kinder von Spaniern waren dagegen oft besitzlos, arbeiteten in Handwerksberufen oder im Handel oder wurden auf den Landgütern der Spanier als Verwalter eingesetzt.
Im 18. und 19. Jahrhundert stellten in den meisten spanischen Kolonien die „Criollos“ die zahlenmäßig größte (Kuba, Hispaniola) oder zumindest eine in den Metropolen sehr große Bevölkerungsgruppe (Mexiko, Peru). Sie führten die Befreiungskämpfe im Rahmen der südamerikanischen Unabhängigkeitskriege an, da sie sich von der Bevormundung durch spanische Verwalter befreien und zu mehr wirtschaftlichem und politischem Einfluss gelangen wollten.
Criollismo bezeichnet die Formen der lateinamerikanischen epischen Literatur des 19. und frühen 20. Jahrhunderts, besonders aus der Zeit unmittelbar nach dem Spanisch-Amerikanischen Krieg von 1898, in denen sich das gewachsene Selbstbewusstsein der in den früheren Kolonien geborenen und aufgewachsenen Bevölkerungsschichten gegenüber der Kultur und Politik des Mutterlands artikuliert. Die Autoren des Criollismo schildern die Sitten und Gebräuche ihrer Heimatländer und oft des Landlebens, sie benutzen zum Teil Dialekt und betonen ihre regionale Identität.

## Creoles in den USA
In den USA wurde aus „criollo“ schließlich „creole“, das eine Bezeichnung für die Nachkommen französischer oder spanischer Einwanderer bzw. Nachkommen der Bewohner der französischen Karibikkolonien in den Südstaaten, insbesondere in Louisiana ist. Im Gegensatz dazu sind die dort lebenden Nachfahren der Bewohner Akadiens die Cajuns.
Der Begriff ist jedoch schlecht definiert; beispielsweise wurden auch frühe deutsche Immigranten, die sich an der German Coast entlang des Mississippi niederließen, als Creoles bezeichnet.

## Atlantische Kreolen
Der amerikanische Historiker Ira Berlin (1941–2018), der zwei Monografien über die Geschichte der Sklaverei in den Vereinigten Staaten veröffentlicht hat, verwendet den Begriff Atlantic creoles (deutsch: „Kreolen des Atlantik“) für (West-)Afrikaner, die vom 15. Jahrhundert an als Dolmetscher, Verhandlungsbeauftragte und Kaufleute mit europäischen – vor allem niederländischen, portugiesischen, britischen und französischen – Handelsschiffen mitreisten und in vielen Ländern und Kolonien diesseits und jenseits des Atlantiks eigene Handelsstützpunkte und Siedlungen bildeten. Die Europäer, die diese Kreolen aufgrund ihres transkulturellen Expertenwissens angeworben hatten, hielten sie oft aber auch als Sklaven. Die Atlantic creoles waren häufig – aber nicht immer – afrikanischer und europäischer Abstammung und entwickelten Pidgin- und später voll ausgebildete Kreolsprachen, die ihnen eine Kommunikation mit einer Vielzahl unterschiedlicher Muttersprachler ermöglichten. Wie Ira Berlin darstellt, rekrutierte sich aus den Atlantic creoles im 17. und 18. Jahrhundert die erste Generation schwarzer Sklaven auf dem späteren Staatsgebiet der USA.

## Kreolisierung
Kreolisierung beschreibt die Herausbildung von kreolischen Gemeinschaften und Kreolsprachen und hängt historisch mit der Sklaverei, der Einführung der Plantagenwirtschaft und dem transkontinentalen Seehandel während der europäischen Kolonialzeit zusammen. Die vergangene Erfahrung eines gemeinsamen Schicksals und die heutige Erinnerung daran bilden die Grundlage für die Herausbildung einer neuen nationalen Identität unterschiedlicher ethnischer Gruppen. Kollektive Erinnerungen wie Entwurzelung von der Heimat, Sklaverei und Kontraktarbeit werden in mündlichen Erzählungen, Liedern und Tänzen bewahrt. Manche Musikinstrumente sind zugleich materielle Symbole dieser Erinnerung. Für die Kreolen in der Karibik und in Westafrika gehört hierzu die Rahmentrommel Gumbe und für die östlich von Afrika im Indischen Ozean gelegenen Inseln Seychellen, Mauritius und Réunion die Rahmentrommel Ravanne.